# Phân hữu cơ
Bài này chỉ viết về phân hữu cơ, các từ liên quan đến phân bón xem tại phân bón (định hướng)

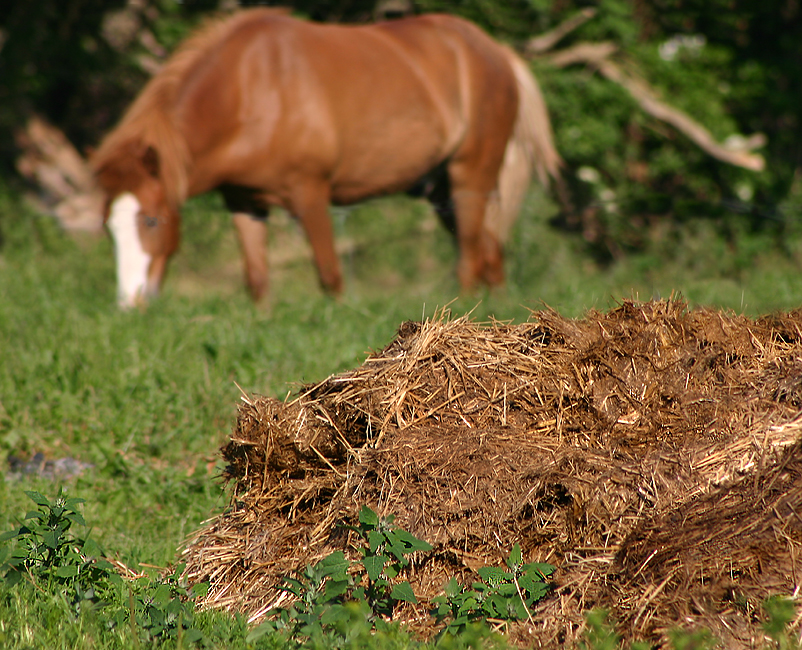
Phân động vật thường được trộn với rơm rạ khô để làm phân bón.

Phân hữu cơ là hợp chất hữu cơ dùng làm trong nông nghiệp, hình thành từ phân người, phân động vật, lá và cành cây, than bùn, hay các chất hữu cơ khác thải loại từ nhà bếp. Phân hữu cơ góp phần vào độ phì nhiêu của đất bằng cách bổ sung chất hữu cơ và chất dinh dưỡng, chẳng hạn như nitơ, được vi khuẩn, nấm và các sinh vật khác trong đất sử dụng. Sau đó, các sinh vật bậc cao ăn các loại nấm và vi khuẩn trong chuỗi thức ăn tạo nên mạng lưới thức ăn trong đất.

## Lịch sử
Theo truyền thống Byzantine, phân lợn nói chung không được sử dụng làm phân bón, ngoại trừ cho cây hạnh nhân. Quan điểm này cũng được Columella, một nhà nông học La Mã ghi lại. Tuy nhiên, nhà văn Andalusian thời trung cổ Ibn Bassal và một số nhà văn sau này từ Yemen cũng ghi lại những tác động tiêu cực của phân lợn đối với cây trồng, bao gồm "đốt cháy" cây.
Ibn Bassal đã mô tả một loại phân chuồng hỗn hợp bao gồm rơm và rác thải được trộn lẫn thành "mudaf". Ông cho rằng loại phân này không chỉ được tạo thành từ phân chuồng. Phân quét từ các bồn tắm nóng bao gồm nước tiểu và chất thải của con người, được Ibn Bassal mô tả là khô và mặn, không thích hợp sử dụng làm phân bón trừ khi trộn với phân chuồng.
Ibn Bassal cũng đưa ra hai công thức ủ phân phân bón chim bồ câu ("hamam") và có thể là phân lừa ("himar"). Ông cho rằng nhiệt độ và độ ẩm quá mức của phân chim bồ câu hoạt động tốt cho những cây yếu hơn và ít cứng cáp hơn, đặc biệt là những cây bị ảnh hưởng bởi nhiệt độ lạnh.

## Các loại

Skatole là nguyên nhân gây ra mùi hôi thối của phân.

Vào thế kỷ 21, có ba loại phân bón chính được sử dụng trong quản lý đất:

### Phân động vật

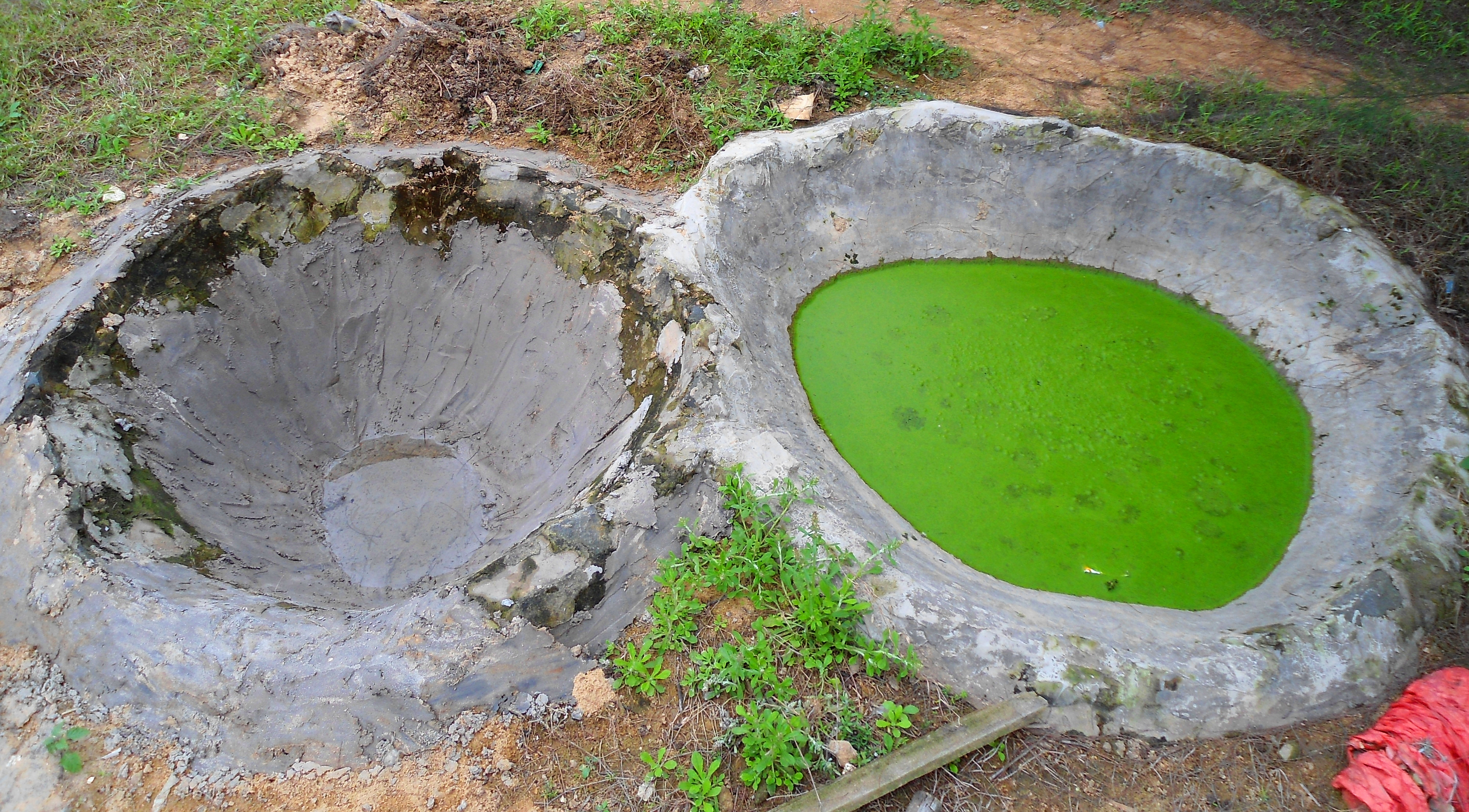
Hồ chứa phân bò trộn với nước, phổ biến ở vùng nông thôn tỉnh Hải Nam, Trung Quốc.

Hầu hết phân động vật bao gồm phân. Các dạng phân động vật phổ biến bao gồm phân chuồng (FYM) hoặc phân hầm (phân lỏng). Phân chuồng (FYM) cũng chứa vật liệu thực vật (thường là rơm rạ), được sử dụng làm chất độn chuồng cho vật nuôi và đã hấp thụ phân và nước tiểu. Phân nông nghiệp ở dạng lỏng, được gọi là phân hầm, được sản xuất bởi các hệ thống chăn nuôi thâm canh hơn, nơi sử dụng bê tông hoặc thanh slats thay vì chất độn chuồng bằng rơm rạ. Phân từ các loài động vật khác nhau có chất lượng khác nhau và yêu cầu tỷ lệ bón khác nhau khi sử dụng làm phân bón. Ví dụ, phân ngựa, phân bò, phân lợn, phân cừu, phân gà, phân gà tây, phân thỏ và phân guano từ chim biển và dơi đều có đặc tính khác nhau. Ví dụ, phân cừu giàu nitơ và kali, trong khi phân lợn tương đối thấp cả hai. Ngựa chủ yếu ăn cỏ và một số loại cỏ dại nên phân ngựa có thể chứa hạt cỏ và cỏ dại, vì ngựa không tiêu hóa hạt giống theo cách mà gia súc làm. Phân bò là một nguồn nitơ và carbon hữu cơ tốt. Phân gà, đến từ một con chim, rất giàu nitơ và phốt pho và được đánh giá cao vì cả hai đặc tính này.
Phân động vật có thể bị pha tạp hoặc nhiễm bẩn với các sản phẩm động vật khác, chẳng hạn như len (shoddy và các loại lông khác), lông vũ, máu và xương. Thức ăn chăn nuôi có thể bị trộn lẫn với phân do bị đổ. Ví dụ, gà thường được cho ăn bột thịt và xương, một sản phẩm động vật, có thể bị trộn lẫn với phân gà.

### Phân compost

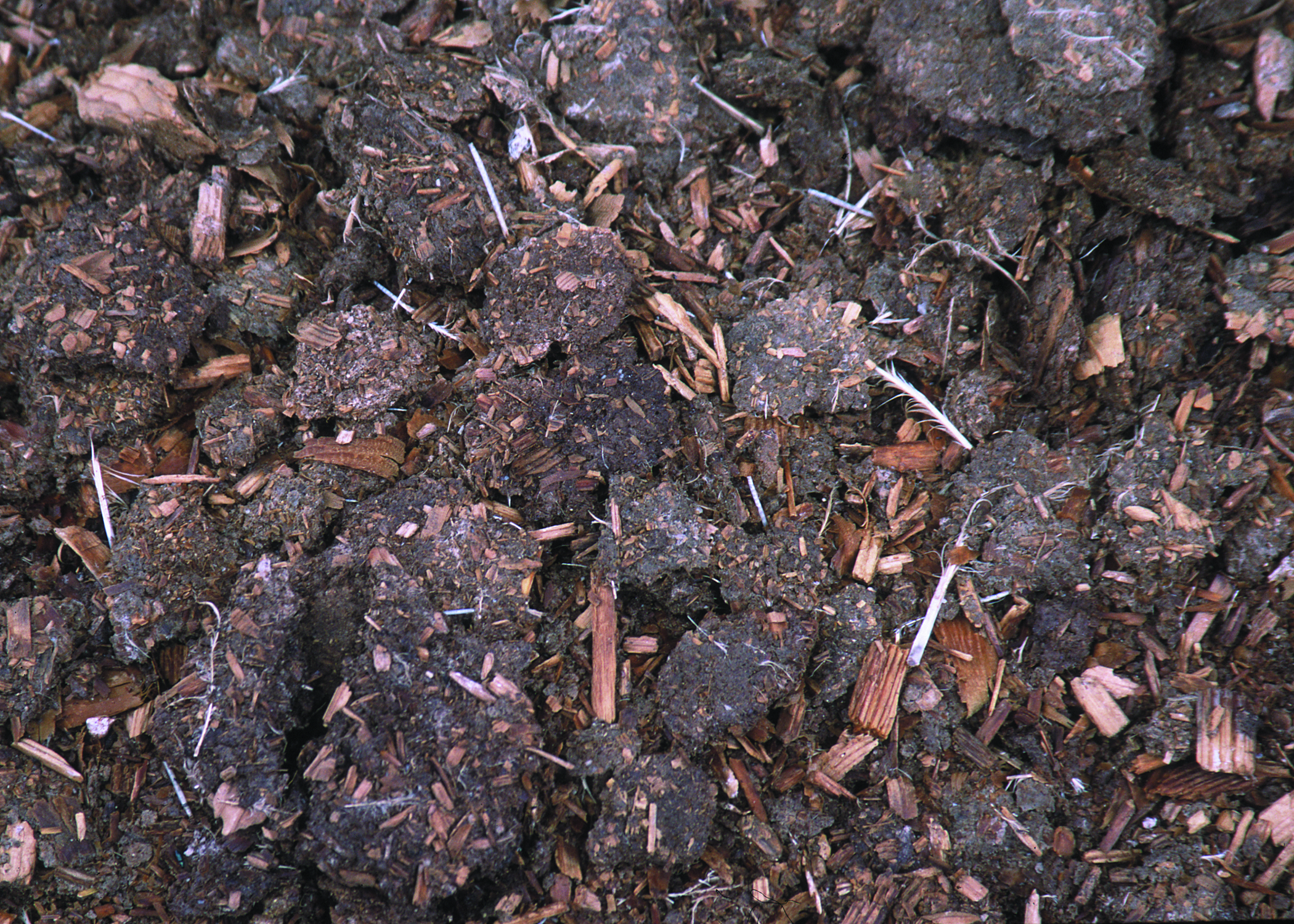
Phân compost chứa phân gà tây và mùn cưa từ vật liệu lót chuồng được sấy khô và sau đó bón cho đồng cỏ làm phân bón.

Phân compost là tàn dư phân hủy của vật liệu hữu cơ. Nó thường có nguồn gốc từ thực vật, nhưng thường bao gồm một số phân động vật hoặc chất độn chuồng.
Lợi ích của phân ủ bao gồm cung cấp chất dinh dưỡng cho cây trồng dưới dạng phân bón, hoạt động như một chất điều hòa đất, tăng hàm lượng mùn hoặc axit humic trong đất và đưa vào các vi sinh vật có lợi giúp ức chế mầm bệnh trong đất và giảm bệnh do đất gây ra.
Ở cấp độ đơn giản nhất, việc ủ phân yêu cầu thu thập hỗn hợp "chất xanh" (rác xanh) và "chất nâu" (rác nâu). Chất xanh là những vật liệu giàu nitơ, chẳng hạn như lá, cỏ và rác thực phẩm. Chất nâu là vật liệu gỗ giàu carbon, chẳng hạn như thân cây, giấy và vụn gỗ. Các vật liệu phân hủy thành mùn trong một quá trình kéo dài nhiều tháng. Ủ phân có thể là một quá trình nhiều bước, được theo dõi chặt chẽ với các đầu vào được đo lường của nước, không khí và vật liệu giàu carbon và nitơ. Quá trình phân hủy được hỗ trợ bằng cách cắt nhỏ vật liệu thực vật, thêm nước và đảm bảo thông khí thích hợp bằng cách thường xuyên lật hỗn hợp trong một quy trình sử dụng đống mở hoặc "windrows". Nấm, giun đất và các loài ăn sâu bọ khác tiếp tục phân hủy vật liệu hữu cơ. Vi khuẩn và nấm hiếu khí quản lý quá trình hóa học bằng cách chuyển đổi đầu vào thành nhiệt, carbon dioxide và ion amoni.

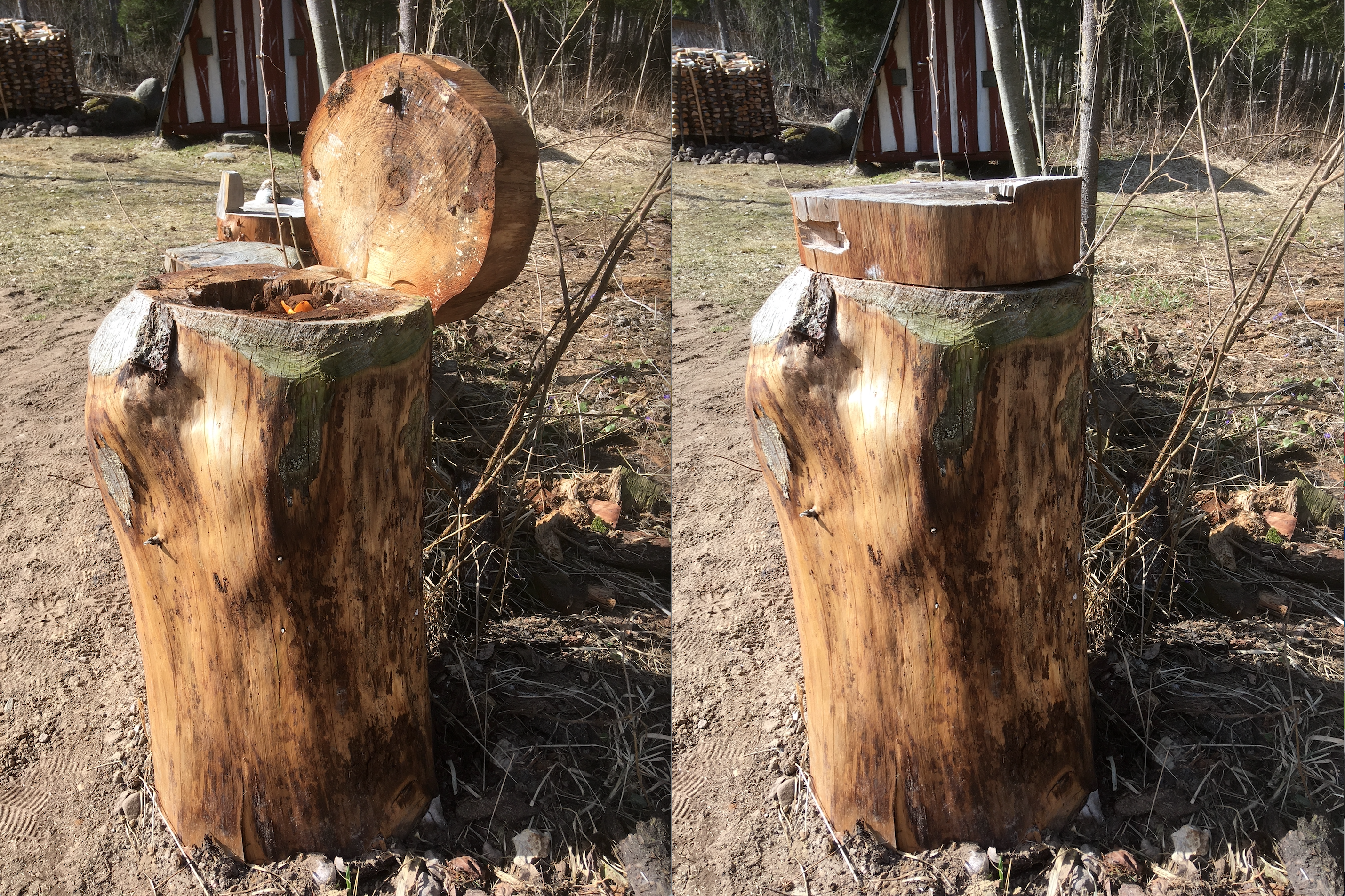
Thùng ủ phân từ thân cây rỗng

Ủ phân là một phần quan trọng của việc quản lý chất thải, vì thực phẩm và các vật liệu ủ phân khác chiếm khoảng 20% lượng chất thải trong bãi chôn lấp, và do điều kiện kỵ khí, những vật liệu này mất nhiều thời gian hơn để phân hủy sinh học trong bãi chôn lấp. Ủ phân là một giải pháp thay thế thân thiện với môi trường hơn so với việc sử dụng vật liệu hữu cơ cho bãi chôn lấp vì ủ phân làm giảm phát thải methane do điều kiện yếm khí và mang lại lợi ích kinh tế và môi trường. Ví dụ, phân ủ cũng có thể được sử dụng để cải tạo đất và dòng suối, xây dựng vùng đất ngập nước và che phủ bãi chôn lấp.
Phân người, đôi khi được gọi là "humanure" trong bối cảnh ủ phân, có thể được thêm vào như một đầu vào cho quá trình ủ phân vì nó là một vật liệu hữu cơ giàu chất dinh dưỡng. Nitơ, đóng vai trò như một khối xây dựng cho các axit amin thực vật quan trọng, được tìm thấy trong chất thải rắn của con người. Phốt pho, giúp cây chuyển hóa ánh sáng mặt trời thành năng lượng dưới dạng ATP, có thể được tìm thấy trong chất thải lỏng của con người.
Chất thải rắn của con người có thể được thu thập trực tiếp trong các nhà vệ sinh ủ phân hoặc gián tiếp dưới dạng bùn thải sau khi được xử lý trong nhà máy xử lý nước thải. Cả hai quy trình đều yêu cầu thiết kế có năng lực, vì cần quản lý các rủi ro tiềm ẩn về sức khỏe. Trong trường hợp ủ phân tại nhà, một loạt các vi sinh vật, bao gồm vi khuẩn, vi rút và giun ký sinh, có thể có mặt trong phân và việc xử lý không đúng cách có thể gây ra rủi ro đáng kể cho sức khỏe.  Đối với các cơ sở xử lý nước thải quy mô lớn thu gom nước thải từ nhiều nguồn dân cư, thương mại và công nghiệp, có những cân nhắc bổ sung. Bùn thải lắng được ủ, được gọi là biosolids, có thể bị nhiễm bẩn với nhiều loại kim loại và hợp chất dược phẩm.. Việc xử lý biosolids không đủ cũng có thể dẫn đến các vấn đề khi vật liệu được bón lên đất.
Nước tiểu có thể được cho vào đống phân ủ hoặc sử dụng trực tiếp làm phân bón. Thêm nước tiểu vào phân ủ có thể làm tăng nhiệt độ, do đó có thể tăng khả năng tiêu diệt mầm bệnh và hạt giống không mong muốn. Không giống như phân, nước tiểu không thu hút ruồi truyền bệnh (như ruồi nhà hoặc ruồi xanh), và nó không chứa các mầm bệnh cứng cáp nhất, chẳng hạn như trứng giun ký sinh.

### Phân xanh
Phân xanh là những loại cây trồng được trồng với mục đích chính là cày cuốc, do đó tăng độ phì nhiêu cho đất thông qua việc kết hợp chất dinh dưỡng và chất hữu cơ vào đất. Các loại cây họ đậu như cỏ ba lá thường được sử dụng cho việc này, vì chúng cố định nitơ bằng vi khuẩn Rhizobia trong các nốt chuyên biệt ở cấu trúc rễ.
Các loại vật liệu thực vật khác được sử dụng làm phân xanh bao gồm nội dung của dạ cỏ của động vật nhai lại bị giết mổ, ngũ cốc đã qua sử dụng (còn sót lại từ việc ủ bia) và tảo biển.
Việc quản lý phân xanh không đúng cách hoặc không có đầu vào hóa học bổ sung có thể hạn chế sản lượng cây trồng. Trộn phân xanh vào đất mà không có đủ thời gian trước khi trồng cây trồng có thể ngăn chặn dòng chảy của nitơ (khử nitơ). Khi nitơ ngừng chảy, sẽ không có đủ chất dinh dưỡng cho vụ trồng cây tiếp theo.
Các hệ thống canh tác có thời gian sinh trưởng ngắn cho phân xanh thường không hiệu quả. Nông dân phải cân nhắc chi phí của phân xanh với năng suất của chúng để xác định tính phù hợp.

## Công dụng

### Phân động vật

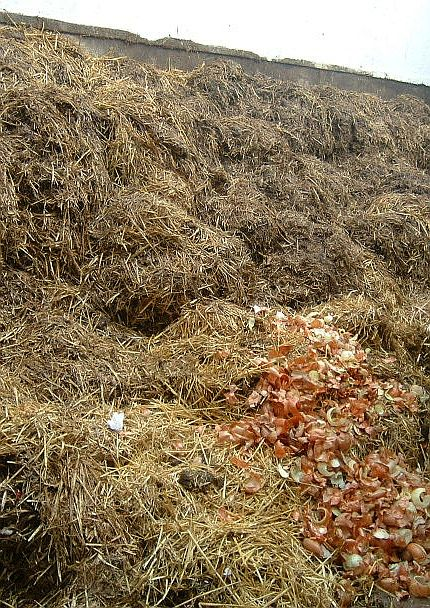
Đống phân động vật trên tường

Phân chuồng động vật, chẳng hạn như phân gà và phân bò, đã được sử dụng hàng thế kỷ làm phân bón cho nông nghiệp. Nó có thể cải thiện cấu trúc đất (kết tụ) để đất giữ được nhiều chất dinh dưỡng và nước hơn, do đó đất trở nên màu mỡ hơn. Phân chuồng động vật cũng khuyến khích hoạt động của vi sinh vật trong đất, giúp thúc đẩy cung cấp vi lượng khoáng cho đất, cải thiện dinh dưỡng cho cây trồng. Nó cũng chứa một số nitơ và các chất dinh dưỡng khác giúp cây trồng phát triển.
Mùi hôi là một vấn đề rõ ràng và đáng kể đối với phân chuồng động vật. Các thành phần trong phân lợn bao gồm các axit carboxylic có trọng lượng phân tử thấp như axit acetic, propionic, butyric và valeric. Các thành phần khác bao gồm skatole và trimethylamine.
Phân chuồng động vật có mùi đặc biệt khó chịu (như phân lợn từ chăn nuôi thâm canh) thường được tiêm trực tiếp vào đất để giảm lượng mùi phát ra. Phân lợn và bò thường được rải trên cánh đồng bằng máy rải phân chuồng. Do hàm lượng protein trong chất hữu cơ tương đối thấp, phân động vật ăn cỏ có mùi nhẹ hơn phân của động vật ăn thịt hoặc động vật ăn tạp. Tuy nhiên, phân loãng động vật ăn cỏ đã trải qua quá trình lên men kỵ khí có thể phát triển mùi khó chịu hơn và đây có thể là vấn đề ở một số vùng nông nghiệp. Phân gia cầm có hại cho cây trồng khi còn tươi, nhưng sau một thời gian ủ phân thì sẽ là loại phân bón có giá trị.
Phân chuồng cũng được ủ và đóng bao thương mại và được bán như một chất cải thiện đất.
Vào năm 2018, các nhà khoa học Áo đã đưa ra một phương pháp sản xuất giấy từ phân voi và phân bò.
Phân động vật khô được sử dụng làm nhiên liệu ở nhiều quốc gia trên thế giới. Phân động vật khô đã được sử dụng từ thời tiền sử, bao gồm ở Ba Tư cổ đại và Anh Quốc đầu thời hiện đại. Ở Guinea Xích đạo, bằng chứng khảo cổ đã được tìm thấy về việc sử dụng phân động vật và phân người làm nhiên liệu, và các ghi chép trong Kinh thánh cũng chỉ ra rằng phân động vật và phân người đã được sử dụng làm nhiên liệu.

#### Vấn đề

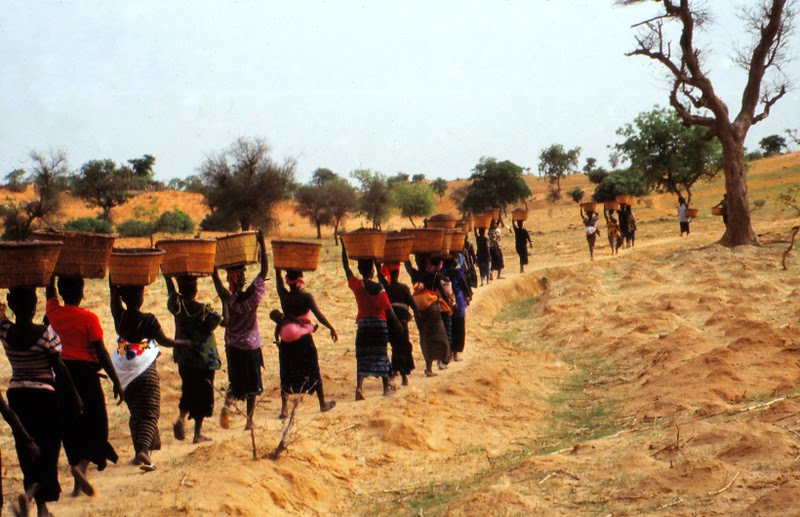
Những người phụ nữ ở một khu phố của làng với phân chuồng trên đường đến cánh đồng của một trong số họ, Tireli, Mali 1990

Bất kỳ lượng phân chuồng động vật nào cũng có thể là nguồn gây bệnh hoặc vi sinh vật làm hỏng thực phẩm, có thể được mang theo bởi ruồi, gặm nhấm hoặc một loạt các sinh vật trung gian khác và gây bệnh hoặc làm nguy hiểm an toàn thực phẩm.
Trong sử dụng đất nông nghiệp thâm canh, phân chuồng động vật thường không được sử dụng có mục tiêu như phân bón khoáng, do đó, hiệu quả sử dụng nitơ thấp. Phân chuồng động vật có thể trở thành vấn đề về việc sử dụng quá mức ở các khu vực nông nghiệp thâm canh với số lượng gia súc cao và quá ít đất nông nghiệp sẵn có.
Khí nhà kính nitrous oxide có thể được phát ra do đó góp phần vào biến đổi khí hậu.

##### Kháng sinh chăn nuôi
Vào năm 2007, một nghiên cứu của Đại học Minnesota chỉ ra rằng các loại thực phẩm như ngô, rau diếp và khoai tây đã được tìm thấy có tích tụ kháng sinh từ đất được rải phân chuồng động vật có chứa các loại thuốc này.
Thực phẩm hữu cơ có thể có nhiều khả năng hoặc ít khả năng chứa kháng sinh hơn, tùy thuộc vào nguồn gốc và cách xử lý phân bón. Ví dụ, theo Tiêu chuẩn 4.7.38 của Soil Association, hầu hết nông dân trồng trọt hữu cơ đều có nguồn phân bón của riêng họ (do đó, thường không chứa dư lượng thuốc), hoặc sử dụng cây phân xanh để tăng độ phì nhiêu cho đất (nếu nông dân hữu cơ sử dụng bất kỳ loại phân bón không hữu cơ nào, thì thường phải ủ hoặc ủ phân để phân hủy bất kỳ dư lượng thuốc nào và loại bỏ bất kỳ vi khuẩn gây bệnh nào - Tiêu chuẩn 4.7.38, tiêu chuẩn canh tác hữu cơ của Soil Association). Mặt khác, như được tìm thấy trong nghiên cứu của Đại học Minnesota, việc không sử dụng phân bón nhân tạo và do đó sử dụng phân bón độc quyền làm phân bón của nông dân hữu cơ có thể dẫn đến tích tụ kháng sinh đáng kể hơn trong thực phẩm hữu cơ.

## Nghề hốt phân thời xưa
Ở Việt Nam, việc hốt phân làm phân đã có từ xa xưa, thời phong kiến vua Lê Thánh Tông đã ban cho câu đối ngày tết cho một người làm nghề hốt phân:
Ý nhất nhung y, năng đảm thế gian nan sự
Đề tam xích kiếm, tận thu thiên hạ nhân tâm.
Tạm dịch như sau:
Khoác một áo bào, đảm đương việc khó trong thế gian
Cầm ba thước kiếm, thu hết lòng người trong thiên hạ
Thời Pháp thuộc nhân viên Sở Thùng thường xuyên đi gom phân từng nhà, (khu phố cổ Hà Nội vẫn còn loại hố xí này) đem về làm phân bắc.